# مرهلم (كامبريدجشير)
مرهلم (بالإنجليزية: Marholm)‏ هي قرية وأبرشية مدنية تقع في المملكة المتحدة في إنجلترا.